# Children of Jah
Children of Jah – trzydziesty ósmy album studyjny Sizzli, jamajskiego wykonawcy muzyki reggae i dancehall.
Płyta została wydana 3 kwietnia 2007 roku przez wytwórnię Rude Boy Records. Znalazła się na niej kompilacja najnowszych singli wokalisty. Produkcją całości zajął się Patrick Collins.

## Lista utworów
1. „No Matter”
2. „Give Thanks”
3. „All You Need Is Love”
4. „Jah Love, Is All We Have”
5. „Testing Time”
6. „Now Is the Time”
7. „For Some Way”
8. „It’s Jah”
9. „All Girls”
10. „Blazing Up the Road”
11. „Bright Day”
12. „Children of Jah”
13. „Flowing Water”
14. „Africa Calling”
15. „This Bright Morning”